# اینسوک بوشان
اینسوک بوشان (انگلیسی: Insook Bhushan؛ زادهٔ ۳۰ نوامبر ۱۹۵۱) یک ورزشکار اهل ایالات متحده آمریکا است.